# جون هنري كومستوك
جون هنري كومستوك (بالإنجليزية: John Henry Comstock)‏ هو عالم حشرات أمريكي، ولد في 24 فبراير 1849 في جينسفيل في الولايات المتحدة، وتوفي في 20 مارس 1931 في إثاكا في الولايات المتحدة.

## وصلات خارجية
- جون هنري كومستوك على موقع الموسوعة البريطانية (الإنجليزية)